# Mirbelia dilatata
Mirbelia dilatata es una especie de planta floral del género Mirbelia, familia Fabaceae, orden Fabales.

## Distribución
Se distribuye por Australia Occidental.

## Taxonomía
Fue descrita por R. Br. y publicada en W. T. Aiton, Hortus Kew 3: 21 (1811).